# Vicente de Argote y de Córdoba
Vicente de Argote y de Córdoba fou capità General de l'Esquadra de Galeres d'Espanya.

## Antecedents familiars
Fill de Diego Fernando de Argote, cavaller de l'Orde de Sant Jaume, que havia estat conseller del Consell d'Hisenda i majordom de la reina Marianna d'Espanya, i del seu segon matrimoni amb Beatriz Teresa Fernández de Córdoba y de la Cerda, senyora d'honor de la reina, i que va obtenir el marquesat de Casa Real per al seu fill primogènit Fernando.

## Biografia
Es casà amb Teresa de Meneses Zapata, segona comtessa de Foncalada, vescomtessa de Salinas, senyora de Huerta y Sobrinos, filla de José Gutierre de Meneses Carvajal y Loaysa, segon vescomte de Salinas i primer comte de Fuencalada, títol concedit per Carles II el 1688. Arran d'aquest matrimoni va esdevenir comte de Fuencalada.
El germà de la seva dona era Bernardí de Meneses Zapata, cavaller de l'Orde de Sant Jaume, Patró del monestir de San Agustín de las Arenas, i corregidor de Toledo.
L'esposa havia estat casada en primeres núpcies amb Fernando Suárez de Toledo y Gaytán, senyor de la Oliva.
El seu germà Fernando de Argote y Córdoba, també serví diversos càrrecs militars. Tinent general dels Exèrcits del rei, mestre de camp general, majordom reial, alcaide de la fortalesa d'Uclés i governador de Málaga i de Ciudad Rodrigo. Fou també marquès de Casa Real de Moreda, segon marquès de Casa-Real i Cavaller de l'Orde de Santiago, on ingressà el 4 d'abril de 1707.
Els comtes van residir, almenys fins a 1726, a Nàpols, on residia bona part de l'exili austriacista. A causa del seu suport a la causa de l'Arxiduc els béns dels comtes foren confiscats per la monarquia borbònica, i en endavant administrats pel Tribunal dels Béns Confiscats. En teoria el seu patrimoni hispànic hauria d'haver estat restituït d'acord amb el que estableix pel Tractat de Viena, d'1 de novembre de 1725, però sembla que no va ser així, ja que l'any 1726 la comtessa de Foncalada demanà la mediació de l'emperador Carles VI i del comte de Konisegg per a la recuperació dels seus béns i, per tant, hem de pensar que el comte ja hauria mort. En tot cas, el 1730, la comtessa, vídua, ja havia retornat de l'exili, i residia a Ocaña, en el convent de les dominiques de Santa Catalina de Siena, on va morir l'any 1745.
Morirà sense successió.

## L'Esquadra de Galeres d'Espanya
L'Esquadra de Galeres d'Espanya o Esquadra de la Guarda de la Costa d'Espanya nomenada inicialment Esquadra de la Guarda de la Costa del Regne de Granada, i es finançava amb les butlles de la Santa Croada.
La jerarquia de l'Esquadra de Galeres es compon de Capitans Generals, Tinents Generals o Governadors, Quatralvos (caps de quatre galeres) i Caps de Esquadra. Els càrrecs existeixen des de la creació de l'Esquadra, el 1662.
Vicente de Argote y Córdoba, comte consorte de Foncalada, serà Cuatralbo des de 24 de maig de 1695 fins al 10 d'agost de 1697, participant en diverses accions: Relación extraordinaria del feliz sucesso, que tuvieron las Galeras de España, mandadas por el muy ilustre Señor D. Vicente Argote y Córdova, Quatralvo dellas, al dia veinte y seis de noviembre deste año de 1696, aviendo apresado dos embarcaciones de Moros en el golfo, entre Cartagena, y Alicante. Publicada Sabado 22 de Diziembre de 1696.
Entre el 10 d'agost de 1697 i el 2 de juliol de 1705 ocuparà el càrrec de Tinent General de l'Esquadra.
L'any 1701 Felip V d'Espanya designa Tinent General del mar Victor-Marie d'Estrées, el mariscal de Lluís XIV que el 1691 bombardejà les ciutats de Barcelona i Alacant, i en 1693 va comandar l'armada francesa en el setge de Barcelona. Quan d'Estrées arribà a Cadis el maig de 1701 va pretendre que Beltrán Vélez de Guevara, duc de Nájera, General de les galeres d'Espanya, abaixés l'estendard reial Espanyol.
El duc es negà i va acabar renunciant al seu càrrec abans que posar-se sota el comandament del francès. És llavors quan el comandament va recaure en el Tinent General, el duc de Fuencalada.
En tant que governador general de l'esquadra de les galeres d'Espanya, el 1702 a Cartagena, es reuní amb les autoritats de la ciutat per determinar construir un fort amb artilleria per defensar-la dels atacants anglesos.
Participa en la batalla de Vélez-Màlaga en tant que comandant de l'Esquadra de Galeres d'Espanya.
A l'estiu de 1705 abandonarà el comandament de l'esquadra de les galeres.

### Apunt sobre el Duc de Nájera
Després de negar-se a abaixar el pavelló espanyol davant del militar francès, el Rei Borbó Felip V emetrà immediatament una ordre d'allunyament de la Cort de Madrid i el desterrarà a les seves terres de la Manxa.
El Duc de Nájera aprofitarà el pas de l'exèrcit de l'Arxiduc per Castella i València per afegir-se a l'exèrcit austriacista el 15 de setembre de 1706.
El 1708, la seva dona, Nicolasa Manrique de Mendoza, duquessa de Nájera i comtessa de Valencia de Don Juan i la seva filla, Ana Manuela Sinforosa Manrique de Guevara, seran recloses a l'alcàsser de Segovia, molt probablement per les ordres de la Comtessa dels Ursinos. Els estats de Nicolasa, una de les més grans fortunes d'Espanya, foren confiscats, i ella morirà reclosa als 38 anys.
El duc de Nájera morirà a Barcelona l'any 1713.

## Altres
Cavaller de l'Orde de Sant Joan de Jerusalem en 1677 i 1685.

## Guerra de Successió
El comte de Fuencalada s'afegirà al partit de Arxiduc Carles d'Àustria a València.
El comte formà part de la junta de notables amb els quals Carles d'Àustria consultava els temes bèl·lics (al costat del comte d'Orpessa, el de Cardona, el de la Corzana, el d'Elda, el de Nájera, el de la Puebla...) i formava part de la Junta Secreta de Guerra, juntament amb el comte de Noyelles, el príncep Enric de Darmstadt, el comte d'Erill, el comte d'Elda, el general Pedro Morràs i Roc Stella. L'Arxiduc concedí al comte el grau de tinent general i l'ordre de seguir l'armada aliada, i de concert amb el duc d'Elda, reclutar cavalls i gent per la campanya de València.
El 1708 va ser enviat per l'arxiduc a Holanda i Anglaterra, i a Savoia per reunir-se amb el príncep Eugeni de Savoia, per demanar reforços als seus aliats per la campanya de València, que culminaria en la derrota d'Almansa.
Forma part dels consells que guerra convocats després de la batalla d'Almansa.
Formà part del seguici de nobles que acompanyà Carles d'Àustria quan aquest marxà de Barcelona el 27 de setembre de 1711 per ser proclamat emperador a Frankfurt el 22 de desembre.
Després de la marxa de l'Arxiduc per ser coronat emperador a Viena, el duc de Fuencalada formà part dels consells de l'emperadriu Elisabet Cristina de Brunsvic-Wolfenbüttel, al costat de l'ambaixador cesari duc de Moles, Luis Francisco de la Cerda y Aragón, comte de Cardona, que era majordom major; el comte de Corzana, comissari general d'Espanya; el tinent general Josep Boneu i Pi, governador de Barcelona; el comte d'Elda i el príncep Cariati. Després de l'evacuació de Catalunya va fer part del Exili austriacista i sembla que anà a Viena, segurament després de passar per Nàpols i/o Milà. A Viena aconseguí llicència per estar temporalment establert a la Cort, i rebia una pensió anual del Bolsillo Secreto o del Rey de 2400 florins.

## 1716 a 1719
El 1716 estava embarcat en una galera de nova construcció, la Saint Leopold, en tant que Comandant General, lluitant contra els pirates a la Mediterrània.
En el període 1718-1719 participà amb les galeres a càrrec seu a Sicília en la Guerra de la Quàdruple Aliança. Participà en la campanya de l'Imperi i els aliats en el desembarcament a Sicília.

## L'Esquadra de Galeres d'Espanya - Càrrecs
| Relació de Capitans Generals de l'Esquadra de Galeres d'Espanya | Des de        | Fins                                                                |
| --------------------------------------------------------------- | ------------- | ------------------------------------------------------------------- |
| Marquès del Viso y Bayona                                       | 30 juny 1662  | 7 abril 1675                                                        |
| Marquès de Bayona, Marquès de Santa Cruz                        | 8 febrer 1676 | 23 setembre 1680 (mort a Madrid)                                    |
| Duc de Veragua                                                  | 1 març 1685   | 17 febrer 1693 (cessa)                                              |
| Marquès de Camarasa                                             | 19 març 1693  | 8 octubre 1694 (cessa)                                              |
| Duc de Nájera                                                   | 11 juny 1696  | juliol 1701 (deixa el càrrec per desacord amb les noves autoritats) |
| José de los Ríos, comte de Fernán Núñez (Capità General)        | 13 gener 1731 | -                                                                   |

| Relació dels Governadors/Tinents Generals de l'Esquadra de Galeres d'Espanya | Des de           | Fins                                                      |
| ---------------------------------------------------------------------------- | ---------------- | --------------------------------------------------------- |
| Pedro de Leiva y de la Cerda                                                 | 6 octubre 1672   | 23 octubre 1673                                           |
| Isidro de Silva Mendoza y Portugal, marquès d'Orani                          | 23 octubre 1673  | 5 setembre 1676 (capità general a les galeres de Sardenya |
| Vicente de Argote y Córdoba, comte de Foncalada                              | 10 agost 1697    | 2 juliol 1705 (es llicencia)                              |
| José de los Ríos, comte de Fernán Núñez                                      | 13 desembre 1706 | 28 maig 1724                                              |
| Miguel Reggio, comanador de l'Orde de Sant Joan de Jerusalem                 | 10 juny 1718     | Text de cel·la                                            |
| Pedro de Montemayor, comanador de l'Orde de Santiago                         | 17 setembre 1719 | --                                                        |